# Color Air

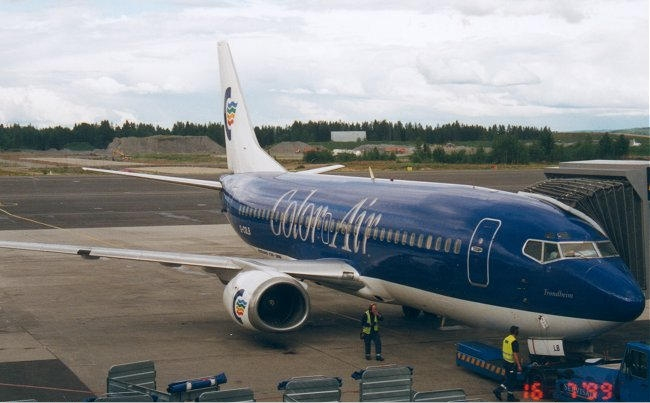
Boeing 737-300

Color Air var ett lågprisflygbolag som förde inrikestransport i Sydnorge. Det var ett systerbolag till Color Line. Flygbolaget startade sina flygningar den 6 september 1998, men gick i konkurs den 1 oktober 1999. Företaget skötte en flotta med 3 Boeing 737-300-flygplan med plats för 142 resenärer.
Color Air startade med flygningar från Oslo till Ålesund, och följde upp med flygningar till Bergen, Stavanger och Trondheim.
Före 1998 var den norska inrikesmarknaden dominerad av SAS och Braathens, medan Widerøe hade monopol på kortdistanstrafiken. Men med öppningen av den nya huvudflygplatsen vid Gardermoen den 8 oktober 1998 frigjordes en enorm kapacitet på det norska inrikesnätet. Denna nya kapaciteten utnyttjade chefen för Color Line genom att öppna ett nytt flygbolag.
Flygbolaget klarade inte av den hårda konkurrensen med SAS och Braathens. De två äldre flygbolagen sänkte sina priser för att pressa ut Color Air från marknaden. Det räknas med att Color Air tappade en halv miljard norska kronor under de 13 månader de höll igång. Den starka lojaliteten från företagskunderna till SAS och Braathens, speciellt genom deras bonusprogram, påpekas av de flesta analytiker till att vara en av orsakerna till att bolaget gick under. 